# Знаменская церковь (Калуга)
Храм Зна́мения Пресвято́й Богоро́дицы (Знаменская церковь) — старообрядческий православный храм в Калуге. Относится к Московской епархии Русской православной старообрядческой церкви. Построен в 1720 году. Закрыт в 1937 году. В 1989 году передан старообрядцам.

## История
По преданию, в начале XVII века на месте каменной Знаменской церкви, на речке Зелёной, находилась деревянная церковь великомученицы Варвары, упомянутая в дозорной книге Ф. П. Малыгина 1624/25 годов и в писцовой книге В. Г. Плещеева 1625/26 годов. В книге Плещеева церковь значится как «церковь во имя великомученицы Христовы Варвары да в пределе Никола Чудотворец» за Старым острогом. Храму принадлежал один из самых больших церковных наделов в городе, 1600 квадратных сажен земли, и четыре местных и запрестольных иконы. Первое упоминание о церкви «Знамения Пресвятыя Богородицы» — в то время деревянной — содержится в приходных книгах Патриаршего Казённого приказа за 1669 год. В этих документах церковь значится «за Старым острогом на Зелени», то есть недалеко от ключа Зелёный крупец. В писцовой книге И. Л. Полуехтова 1685 года церковь записана как «Знамение Пресвятые Богородицы древяная об одной главе на трапезе колоколня, на ней пять колоколов». Калужским краеведом Д. И. Малининым приведены ошибочные сведения о том, что в писцовой книге И. Л. Полуехтова 1685 года Знаменская церковь значится с Варваринским приделом.
В 1720 году на месте деревянного был построен каменный храм с приделом великомученицы Варвары на средства прихожанина храма, купца Козьмы Игнатьевича Ланина, и «всех прихоцких людей поданием и радением». В течение XVIII века здание неоднократно ремонтировалось, во второй половине трапезную перестроили, чтобы обустроить новый придел, четверик покрыли кровлей в виде купола. Церковный приход состоял из 125 домов. Каждый год в январе совершалось освящение воды в местном колодце, который называли «зелёным».
В 1907 году настоятелем церкви стал Василий Гаврилович Баталин (1872—1938). В апреле 1935 года он был сослан на пять лет в Красноярский край по обвинению в антисоветской агитации. Отбывал ссылку в с. Мотыгино Удерейского (ныне — Мотыгинского) района Красноярского края. Повторно арестован весной 1938 года вместе с группой ссыльных священнослужителей, проживавших на территории Удерейского района, и обвинен в создании антисоветской организации (контрреволюционной повстанческой группы) и проведении контрреволюционной агитации, 14 апреля 1938 г., тройка УНКВД Красноярского края приговорила всех священнослужителей (9 человек) к высшей мере наказания. Приговор был приведен в исполнение 25 мая 1938 г. в Енисейске. Осенью 1937 года в Калуге по делу архиепископа Августина (Беляева) были арестованы и 23 ноября расстреляны члены церковного совета Знаменского храма: Дмитрий Дмитриевич Полторацкий из рода Полторацких и Василий Тихонович Курганов. Храм был изъят у верующих в августе 1935 года под предлогом необходимости временного хранения в здании церкви прибывшего в Калугу зерна. После этого храм общине возвращен не был. 11 ноября 1937 г. Московский областной исполком принял постановление о закрытии Знаменского и некоторых других храмов Калуги. В ходе освобождения Калуги в декабре 1941 года храм оказался в центре боёв, но не пострадал. В дальнейшем здание использовалось как склад текстильной продукции. В 1960 году храм признали памятником архитектуры и градостроительства республиканского значения (постановление Совета министров РСФСР от 30.08.1960 г. № 1327). Тогда же проведены работы по сохранению здания, в том числе перекрыты железом купола и колокольня.
В 1989 году Калужский облисполком принял решение передать Знаменскую церковь старообрядческой общине, которая теснилась в небольшом Никольском храме на Киёвке. На момент передачи здание находилось в плохом состоянии: штукатурка на внутренних и внешних стенах осыпалась, пол в некоторых местах проседал, внутреннее убранство и внешние украшения не сохранились. 2 марта 1995 года освящение храма совершил старообрядческий митрополит Алимпий (Гусев). Посвящение основного престола осталось прежним (в честь Знамения Пресвятой Богородицы), а придел освятили во имя святителя Николы Чудотворца (ранее был освящён во имя великомученицы Варвары). Позднее местные власти вернули улице Свердлова, на которой находится храм, историческое название — Знаменская. В феврале 2008 года настоятелем Знаменской церкви назначен иерей Иоанн Курбацкий.
21 августа 2022 года митрополит Корнилий (Титов) возглавил освящение храма.

## Архитектура
Пять глав, венчающих церковь; трехабсидный алтарь, с портиком на средней абсиде, стоящим на двух, далеко одна от другой отстоящих, дорических колоннах; живописное изображение во фронтоне портика; пирамидальная невысокая, примитивно поставленная колокольня; несимметрично и неправильно пристроенный придел по правую сторону церкви; и вместе с тем некоторая грациозность и правильность отдельных частей здания — представляют переходную ступень в архитектуре от древних построек русского стиля к постройкам конца XVII и XVIII вв. Архитектура колокольни, несмотря на одновременную постройку с церковью, древнее её. Заметно, что колокольня скопирована целиком с какого-нибудь древнего оригинала, так как колокольни в это время, как видно из одновременной Георгиевской «за верхом» церкви, строились выше, и пирамидальнообразные крыши делались острее. Наружных украшений у Знаменской церкви мало; только по одному ярусу колокольни устроены небольшие ниши, в которых находятся маленькие головки лепных ангелов; но есть основание полагать, что в начале своего существования вся церковь была раскрашена разноцветными колерами; остатки этой раскраски довольно хорошо сохранились на церковных главах и на крыше колокольни.— Д. И. Малинин, «Опыт исторического путеводителя по Калуге и главнейшим центрам губернии»